# S.S.D. Fidelis Andria 2018
Società Sportiva Fidelis Andria 1928 hay đơn giản là Fidelis Andria là một câu lạc bộ bóng đá Ý có trụ sở tại Andria, Apulia. Câu lạc bộ được thành lập vào năm 1971 và được thành lập lại vào năm 2013.
Fidelis Andria chơi các trận đấu trên sân nhà của họ tại Stadio Degli Ulivi, có sức chứa 9.140. Sân vận động nằm ở Andria.

## Lịch sử

### A.S. Fidelis Andria (1971-2005)

NHƯ Fidelis Andria mào

Câu lạc bộ được thành lập vào năm 1971 với tên AS Fidelis Andria (Associazione Sportiva Fidelis Andria). Lúc đó câu lạc bộ mặc màu đỏ và vàng và là câu lạc bộ thứ hai trong thị trấn.
Năm 1978, sau khi hủy bỏ AS Andria, câu lạc bộ đã quyết định mặc màu xanh và trắng, cũng là màu của thị trấn.
Với những màu sắc này, câu lạc bộ đã chơi trong nhiều năm giữa Serie B và Serie C1: lần tham gia Serie B cuối cùng của nó là vào năm 1999.
Sau mùa giải 2004/05 câu lạc bộ tuyên bố phá sản.

### A.S. Andria BAT (2005-2013)

Logo A.S. Andria BAT

Vào mùa hè năm 2005, câu lạc bộ đã được thành lập lại với tên AS Andria BAT  (Associazione Sportiva Andria BAT). BAT là viết tắt của Barletta-Andria-Trani, theo tên tỉnh Barletta-Andria-Trani.
Đội đã chơi trong Lega Pro Seconda Divisione từ mùa 2005-06 đến 2008-09.
Vào cuối mùa giải 2008-09 Lega Pro Seconda Divisione, đội đã được nhận vào Lega Pro Prima Divisione sau khi buộc phải xuống hạng sau khi thua Avellino ở Serie D. Vào cuối mùa giải 2012-13 Lega Pro Prima Divisione, câu lạc bộ đã xuống hạng sau trận play-off, nhưng không đăng ký vào giải  Lega Pro Seconda Divisione.

### SS Fidelis Andria 1928 (2013-2018)
Ở vị trí đó, vào mùa hè 2013, một đội mới có tên SSD Fidelis Andria 1928 đã được thành lập và kết nạp vào Eccellenza Apulia.
Đội kết thúc mùa giải 2013-2014 ở vị trí thứ 2. Sau khi giành chiến thắng ở vòng Play-off quốc gia, Fidelis Andria đã được thăng hạng lên Serie D, giải đấu hàng đầu của hiệp hội bóng đá không chuyên nghiệp Ý.
Mùa 2014-15 Fidelis Andria chơi ở bảng H của Serie D. Vào ngày 26 tháng Tư, chiến thắng 3-2 trên sân Cavese, câu lạc bộ đã được thăng hạng lên Lega Pro, giải hạng ba ở Ý sau khi giải chỉ còn hai trận đấu trước khi kết thúc mùa giải. Sau mùa giải, Fidelis Andria đã tham gia giải đấu Scudetto Serie D, để thi đấu tranh đua danh hiệu vô địch nghiệp dư. Đội đã bị loại ở vòng bảng.
Kể từ ngày 1 tháng 7 năm 2015, là thành viên của Liên đoàn bóng đá chuyên nghiệp Ý (Lega Italiana Calcio Professionistico), thường được gọi là Lega Pro, câu lạc bộ đã đổi tên trong S.S. Fidelis Andria 1928.
Fidelis Andria đã kết thúc mùa giải 2015-16 ở vị trí thứ 7, nơi đưa câu lạc bộ sẽ tham gia vào năm 2016-17 Coppa Italia. Vào ngày 7 tháng 5, sau trận đấu cuối cùng của mùa giải trước Catania, ông chủ Luca D'Angelo tuyên bố ông sẽ không gia hạn hợp đồng với câu lạc bộ.
Vào tháng 7 năm 2018, câu lạc bộ đã bị tuyên bố phá sản và bị từ chối đăng ký cho Serie C sắp tới, dựa trên đánh giá của Covisoc. Vào ngày hết hạn đăng ký Serie D, một nhóm các nhà đầu tư do Marco Di Vincenzo dẫn đầu đã thành lập SSD Fidelis Andria 1928 như một tái sinh của SS Fidelis Andria 1928 và để đảm nhận danh hiệu thể thao. Câu lạc bộ tái sinh được nhận vào Serie D.

## Màu sắc và mào
Màu sắc của đội là xanh và trắng. Logo câu lạc bộ, đại diện cho một con sư tử hung dữ, dựa trên các yếu tố từ huy hiệu thành phố Andria.

## Đội hình hiện tại
Kể từ ngày 2 tháng 10 năm 2018